# ローレン・グレイ
ローレン・グレイ （Loren Gray、2002年4月19日-)は、アメリカのシンガーソングライター。3歳からモデル活動をしており、Musical.ly（現・TikTok)で人気に火が付く。2016年には、Teen Choice Awardsにノミネート、2017年には、Shorty Awardsにもノミネート。2018年にアメリカのメジャー・レコード会社Virgin Recordsと契約。2018年8月にデビュー・シングル「My Story」を発表し、Spotify Globalバイラルチャート、Japanバイラルチャートにて1位を獲得。2018年には再度Teen Choice Awardsにノミネート。2019年にはiHeart Radio Music Awardsの2部門ノミネートを果たした。
ソーシャルメディアのネットセレブリティ でポッツタウン、ペンシルバニア  から3300万人の以上とTikTokのフォロワー  1750万人の以上のInstagramのフォロワー および2019年8月時点で350万人のYouTubeチャンネル登録者 がいる。彼女は現在ヴァージン・レコードのほかにキャピトル・レコードと契約している 。

## キャリア
2015年にmusical.ly （現在のTikTok） 上にアップロードを開始。musical.lyで大きな支持を得たが、同時に学校でいじめの対象になってしまう 。その後、ロサンゼルスに引っ越し、他のソーシャルメディアプラットフォームにも投稿を始める。現在、1,750万人以上のInstagramフォロワー、350万人以上のYouTubeチャンネル登録者および3,300万人以上のTikTokフォロワーを持つ。2016年の Teen Choice Awards  Choice Muserに、2017年の第9回Shorty AwardsでMuser of the Yearにノミネートされた 。
2017年、英語のポップシンガーHRVYの「Personal」のミュージックビデオに出演 。2018年3月、Virgin Recordsとレコード契約を結び、8月にデビューシングル「My Story」をリリースした。
グレイは、2018 Teen Choice AwardsでChoice Muserに2度ノミネート 。2018年11月ではセカンドシングル「あなたをキック」をリリース ビルボード で「真の高値と安値を示す恋愛中」とイド・ズミラニーによって記述された。
3枚目のシングル「クイーン」は、自身とキャプテンカットがプロデュースする国歌であり、2018年12月にリリース 。翌月にリリースされたこの曲のビデオは、2019年8月現在で1,000万回以上再生されている。
2019年1月にリリースされたロストキングスのシングル「Anti-Everything」で紹介された 。同月、2019 iHeart Radio Music Awardsで、社会的に選ばれた賞であるSocial Star Awardにノミネートされた 。自らの好きなアーティストの一人としてエミネムを挙げている 。
2019年4月5日に2つの新しいシングル「Options」 と「Lie Like That」  をリリース-「Options」ではコラボレーターのNija（Jason Derulo、Chris Brown）、「Lie Like That」ではオーストラリアのアーティストIvy Adaraが参加。
2019年5月17日、グレイはアメリカのラッパーSaweetieをフィーチャーした新しいシングル「Can't Do It」をリリース。彼女の最初のシングルは、他のアーティストをフィーチャーしたリードアーティストとしてマーク。
2020年2月、グレイはテイラースウィフトの「ザマン」ミュージックビデオに出演しました。

## 人物
好きな動物はナマケモノ、好きなアーティストはエミネム。2匹犬を飼っており、名前はエンジェル・ポンとスマッジ・ポン。

## ディスコグラフィー
| タイトル                            | 日付           | アルバム               | ビデオリンク   |
| ----------------------------------- | -------------- | ---------------------- | -------------- |
| "私の物語"                          | 2018年8月10日  | アルバム以外のシングル | ここをクリック |
| 「キックアウト」                    | 2018年11月16日 | アルバム以外のシングル | ここをクリック |
| 「女王」                            | 2018年12月21日 | アルバム以外のシングル | ここをクリック |
| 「オプション」                      | 2019年4月5日   | アルバム以外のシングル | ここをクリック |
| 「嘘のように」                      | 2019年4月5日   | アルバム以外のシングル | ここをクリック |
| 「Ca n't Do It」（feat。Saweetie ） | 2019年5月17日  | アルバム以外のシングル | ここをクリック |

| タイトル               | アーティスト   | 日付          | アルバム | ビデオリンク   |
| ---------------------- | -------------- | ------------- | -------- | -------------- |
| 「アンチエブリシング」 | ロストキングス | 2019年1月11日 | 紙の王冠 | ここをクリック |

## 参照資料
1. ↑  Farrell (2018年6月25日). “Loren Gray Returns to Twitter as @LoorenGraay” (英語). Heavy.com. 2018年11月9日時点のオリジナルよりアーカイブ。2019年1月24日閲覧。
2. ↑  “次世代のファッションモンスターは16歳！おしゃれ女子Loren Grayが気になる”.   MERY. 2019年3月26日閲覧。
3. ↑  “Loren Gray Celebrates Getting Signed To Virgin Records!”.   justjaredjr. 2019年3月26日閲覧。
4. ↑  “Loren Gray Releases Debut Single “My Story””.   capitolrecords. 2019年3月26日閲覧。
5. ↑  “Loren Gray”.   famousbirthdays. 2019年3月26日閲覧。
6. ↑  10207037939562084 (2018年10月17日). “#WomanCrushWednesday | Loren Gray” (英語). Popdust. 2019年1月24日閲覧。
7. 1 2  Twersky (2019年1月10日). “11 Fun Facts About Pop Star Loren Gray” (英語). Seventeen. 2019年1月10日時点のオリジナルよりアーカイブ。2019年1月24日閲覧。
8. 1 2  Gray. “Loren Gray's TikTok Profile”. TikTok. 2019年8月23日閲覧。
9. 1 2  “Loren Gray Instagram page”. Instagram. 2019028閲覧。
10. 1 2  Gray. “Loren Gray on YouTube”. YouTube. 2019年8月23日閲覧。
11. ↑  “Loren Gray Drops Empowering New Single, "Queen"”. idolator (2018年12月21日). 2018年12月22日時点のオリジナルよりアーカイブ。2019年1月24日閲覧。
12. ↑  UPROXX. “Come Backstage With Loren Gray”. YouTube. 2019年8月23日閲覧。
13. ↑  “Teen Choice Awards 2016: See the full list of winners”. EW.com. 2018年9月29日時点のオリジナルよりアーカイブ。2019年1月24日閲覧。
14. ↑  Spangler (2017年3月2日). “Shorty Awards 2017 Social-Media Finalists Announced”. Variety. 2017年3月3日時点のオリジナルよりアーカイブ。2019年1月24日閲覧。
15. ↑  “HRVY Chats 'Personal', Loren Gray and School in Laid Bare | MTV UK”. www.mtv.co.uk. 2018年8月13日時点のオリジナルよりアーカイブ。2019年1月24日閲覧。
16. ↑  “LOREN GRAY'S NEW SINGLE, "MY STORY" OUT TODAY!”. Vents Magazine (2018年8月10日). 2019年1月24日閲覧。
17. ↑  “Loren Gray Releases Debut Single "My Story"”. www.capitolrecords.com. 2019年1月24日閲覧。
18. 1 2  Schiller (2018年9月24日). “Get to Know 'My Story' Singer Loren Gray: Watch”. Billboard. 2019年1月23日閲覧。
19. ↑  “2018 Teen Choice Awards Nominations: The Complete List”. Entertainment Tonight. 2018年8月14日時点のオリジナルよりアーカイブ。2019年1月24日閲覧。
20. ↑  “Loren Gray Shows Major Pop Potential On New Single, "Kick You Out"”. idolator (2018年11月16日). 2018年11月20日時点のオリジナルよりアーカイブ。2019年1月24日閲覧。
21. ↑  Watt (2018年11月17日). “Loren Gray Premieres New Music Video, "Kick You Out"”. All-Noise. 2019年1月24日閲覧。
22. ↑  “Loren Gray Debuts Glossy, No-Nonsense Single 'Kick You Out': Listen”. Billboard. 2018年11月22日時点のオリジナルよりアーカイブ。2019年1月24日閲覧。
23. ↑  “All The Best New Pop Music From This Week”. UPROXX (2018年12月26日). 2018年12月26日時点のオリジナルよりアーカイブ。2019年1月24日閲覧。
24. ↑  “Loren Gray Drops Empowering New Single, "Queen"”. idolator (2018年12月21日). 2018年12月22日時点のオリジナルよりアーカイブ。2019年1月24日閲覧。
25. ↑  “Watch Loren Gray's new music video for her single, Queen”. 2019年1月24日閲覧。
26. ↑  Meadow (2019年1月5日). “Lost Kings Kick Off 2019 With Brand New EP & Wiz Khalifa Collab”. Your EDM. 2019年1月5日時点のオリジナルよりアーカイブ。2019年1月24日閲覧。
27. ↑   Music Video - Lost Kings - Anti-Everything ft Loren Gray 2019年1月24日閲覧。
28. ↑  10207037939562084 (2019年1月11日). “Exclusive: Lost Kings Release "Anti-Everything" feat. Loren Gray”. Popdust. 2019年1月24日閲覧。
29. ↑  “2019 iHeartRadio Music Awards: See The Full List of Nominees | iHeartRadio Music Awards | iHeartRadio”. iHeartRadio Music Awards. 2019年1月9日時点のオリジナルよりアーカイブ。2019年1月24日閲覧。
30. ↑  “Loren Gray Shares Two New Singles - "Options" And "Lie Like That"”. Top40-Charts.com (2019年4月7日). 2019年4月8日閲覧。
31. ↑  “Loren Gray Shares Two New Singles - "Options" And "Lie Like That"”. Top40-Charts.com (2019年4月7日). 2019年4月8日閲覧。
32. ↑  TV, Destacados (2021年4月23日). “▷ Loren Gray: 20 cosas que nunca supiste sobre la estrella de TikTok” (スペイン語). Destacados TV Revista. 2021年5月30日閲覧。
33. ↑  “Get to Know 'My Story' Singer Loren Gray: Watch”.   billboard.com. 2019年3月26日閲覧。
34. ↑  “Loren Gray”.   famousbirthday. 2019年3月26日閲覧。